# Nakajima Ki-43
Il Nakajima Ki-43 (中島 キ-43?, Nakajima ki yonjūsan) identificato anche come Aereo da caccia Tipo 1 ( 一式戦闘機?, Isshiki sentō-ki) e con il nome popolare Hayabusa (隼? "Falco pellegrino"), nome di identificazione alleato: Oscar, era un monomotore da caccia tattico ad ala bassa prodotto dall'azienda giapponese Nakajima Hikōki KK dalla seconda parte degli anni trenta.

## Storia del progetto
La progettazione iniziò nel dicembre del 1937 in risposta ad una richiesta dell'Esercito Imperiale Giapponese per un successore del Nakajima Ki-27. Il nuovo caccia doveva avere, tra le altre caratteristiche, un carrello retrattile ma, nello stesso tempo, il comando della forza aeronautica dell'Esercito chiedeva che le doti di manovrabilità rimanessero inalterate rispetto a quelle del Nakajima Ki-27, cosa che era possibile ottenere solo con un carrello fisso più leggero.

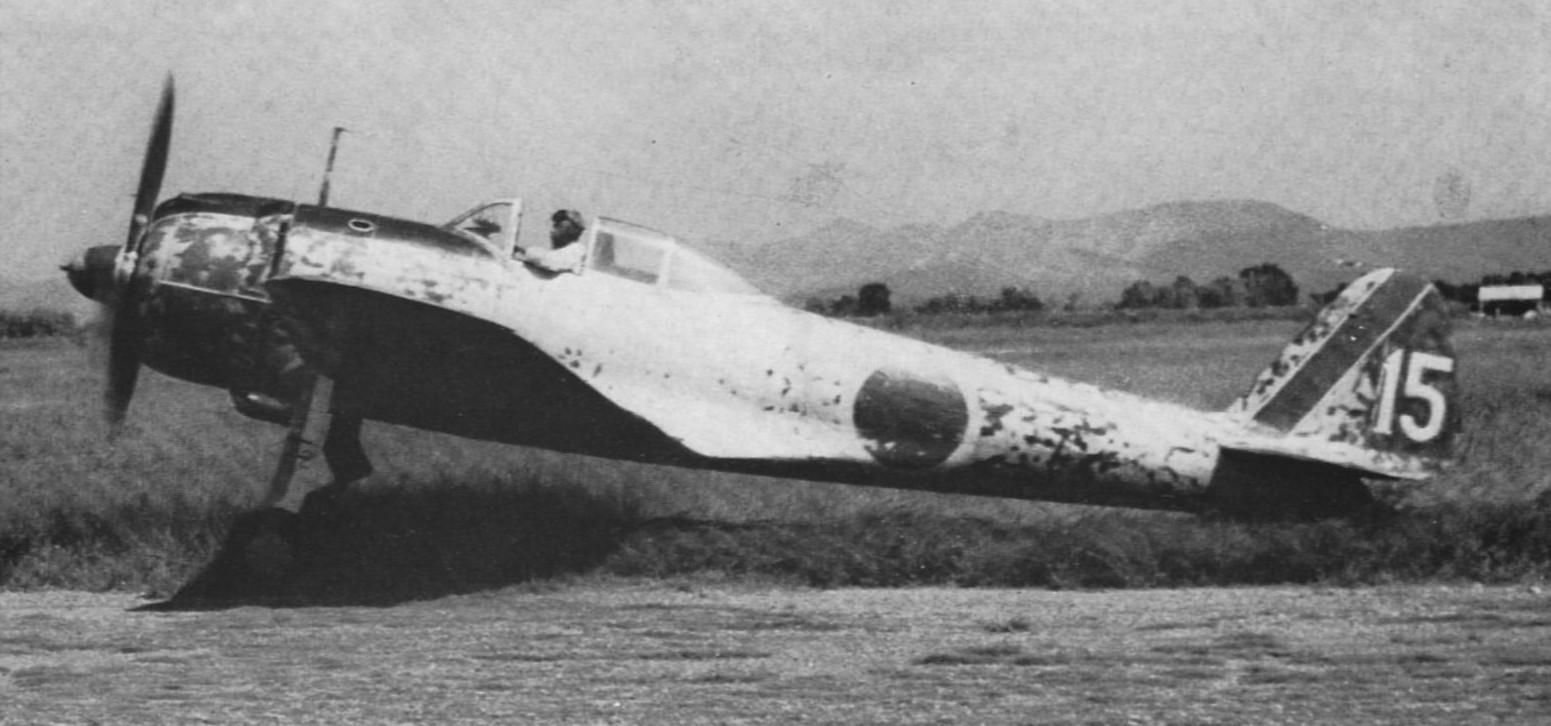
Nakajima Ki-43.

I progettisti, guidati da Hideo Hitokawa, optarono per un gruppo retrattile e il prototipo del nuovo caccia effettuò il primo volo nel gennaio 1939. Dotato di un motore Nakajima Ha 25 stellare da 925 hp e armato di due mitragliatrici da 7,7 mm, l'aereo dimostrò di rispondere ai requisiti richiesti. La manovrabilità, tuttavia, risultò inferiore a quella del Nakajima Ki-27 e per un certo periodo le sue sorti rimasero in sospeso.
L'Esercito decise finalmente di permettere la continuazione degli studi di progettazione e si ebbe una serie di apparecchi con varie modifiche nel gruppo motore e nell'armamento. Il programma per migliorare la manovrabilità dell'apparecchio portò a una fusoliera più snella e all'introduzione di deflettori situati sulla parte interna dell'ala. Questo secondo accorgimento migliorò sensibilmente la manovrabilità del Nakajima Ki-43, specialmente nella virate, e le autorità militari furono soddisfatte dal rendimento del nuovo aereo.
Nell'aprile 1941 l'Esercito ordinò la produzione di questo apparecchio col motore Esercito tipo 99 stellare, versione finale dell'Ha 25, e le prime consegne avvennero nell'ottobre dello stesso anno.
il Ki-43 era del tutto ignoto quando i piloti alleati lo incontrarono per la prima volta. Come lo Zero, il Ki-43 era leggero e facile da pilotare. Era una macchina semplice ed agile, con un abitacolo che forniva un'eccellente visibilità.

## Tecnica
L'aereo era totalmente metallico, con un rivestimento di tela sulle superfici di controllo. La fusoliera era estremamente snella, specie dietro l'abitacolo, mentre le ali erano squadrate, con alcune curvature necessarie per ridurre la resistenza aerodinamica. Erano presenti flap di combattimento che consentivano di abbassare la velocità minima durante i combattimenti aerei, stringendo molto di più le virate. Era infatti un aeroplano costruito per essere estremamente maneggevole e vista la scarsa potenza del motore, necessitava di una struttura molto leggera, troppo per essere anche sufficientemente robusto nei contesti di combattimento reali.
L'abitacolo era dotato di una visibilità totale, con pochi montanti per sostenere il tettuccio (a differenza dell'A6M); le due mitragliatrici erano nella parte superiore del muso, mentre attacchi per bombe o serbatoi erano presenti sotto la fusoliera o le ali.
Aveva una radio ricetrasmittente, una bombola per l'ossigeno, carrello d'atterraggio  retrattile (a differenza del Nakajima Ki-27) e il motore, un 14 cilindri radiale, era abbinato ad un'elica bipala metallica.

## Impiego operativo
Il Ki-43 Hayabusa fu utilizzato dal Dai-Nippon Teikoku Rikugun Kōkū Hombu, l'aviazione dell'esercito giapponese (IJAAF), durante la Seconda guerra mondiale ovunque: Cina, Birmania, penisola di Malay, Nuova Guinea, Filippine, isole del Pacifico e del Giappone.
Fu prodotto in 5.919 esemplari, e abbatté più aerei alleati dello Mitsubishi A6M "Zero".. Operò durante tutta la guerra. Benché al tempo di Pearl Harbor fossero in linea solo 40 esemplari, se ne aggiunsero presto altri 5 800, rendendolo il più numeroso tra i caccia dell'Esercito.

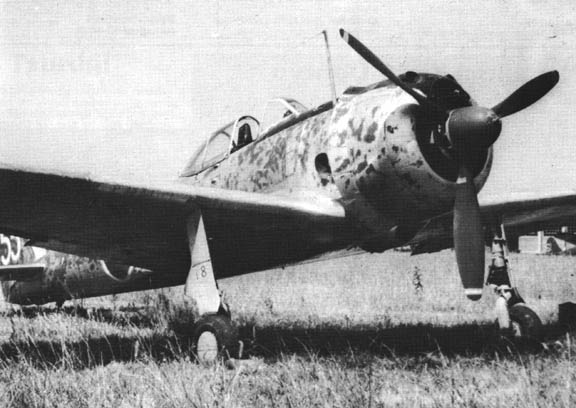
Primo piano per un Nakajima Ki-43-IIb.

L'aereo arrivò in linea nell'ottobre 1941 e costituì una brutta sorpresa per gli Alleati quando entrò in azione, sia pure in numero esiguo, nelle campagne iniziali della guerra del Pacifico. All'inizio nei reparti di prima linea dell'aviazione dell'Esercito erano presenti solo 40 macchine, e la superiorità numerica del Ki-27 non fu messa in discussione per lungo tempo.
La squadriglia delle Tigri Volanti (Flying Tigers) affrontarono essenzialmente i Ki-27 e Ki-43 (ai quali i Curtiss P-40 erano nettamente superiori), ma quasi sempre affermavano di aver combattuto contro degli "Zero", nonostante si sapesse che gli Zero erano della Marina (come molte altre potenze della Seconda guerra mondiale - Usa, Francia e Russia - i Giapponesi avevano due forze aeree separate dipendenti l'una dall'Arma di Terra, l'altra dal Comando Navale), eppure i reduci dell'Air Volunteer Group continuarono a sostenere anche dopo la guerra di avere combattuto contro nugoli di Zero.
Alla fine del 1944 il Nakajima Ki-43, ormai superato, fu gradualmente sostituito e concluse la vita come aereo da addestramento e come arma kamikaze.
Nel dopoguerra alcuni Ki-43 furono usati dagli Indonesiani in azioni di guerriglia aerea contro gli olandesi, mentre altri furono impiegati dai Francesi contro i vietnamiti.

## Versioni
Nakajima Ki-43-Ia / Ib
Vedi più sopra, nella sezione "sviluppo"
Le due versioni si differenziavano tra loro principalmente per l'armamento, rispettivamente di due mitragliatrici Type 89 da 7,7 mm e di una Type 1 da 12,7 mm; e di due mitragliatrici da 12,7 mm. Nel gruppo motopropulsore il mozzo dell'elica bipala fu cambiato e diventò a passo variabile, di metallo, mentre prima era di legno.
Nakajima Ki-43-IIa
Il modello era dotato di un motore Esercito Tipo 1 (Nakajima Ha 115) stellare, versione aggiornata del Tipo 99, di 1150 hp. Il nuovo tipo, di gran lunga migliore, fu messo in produzione nel novembre 1942 e si distingueva dal tipo precedente per la presa d'aria del motore nella parte superiore, non più in quella inferiore, per una riduzione di circa 60 cm dell'apertura alare e per i rinforzi sotto l'ala per l'aggancio di bombe. L'esperienza bellica aveva pure mostrato l'esigenza di blindature adatte per carburante e pilota.
Nakajima Ki-43-IIb
Essenzialmente simile al modello IIa, era stato sottoposto a qualche modifica di equipaggiamento, quali il carburatore e il radiatore a olio. Queste modifiche furono standardizzate nel modello successivo, a tubi di scappamento singoli per ottenere maggiore velocità grazie a una spinta superiore.
Nakajima Ki-43-IIIa / IIIb
Fu l'ultima versione dell'aereo, e apparve nel 1944 potenziato da un motore Ha 115-II stellare di 1,320 hp.
Per la fine della guerra furono costruiti solo due prototipi del Nakajima Ki-43-IIIb, previsto come intercettore d'alta quota. Quest'ultima variante aveva un motore Mitsubishi (Ha 33) 42 (Ha 112) stellare ed era armato di due cannoncini Ho 5 da 20 mm.

## Utilizzatori

### Periodo bellico
Giappone

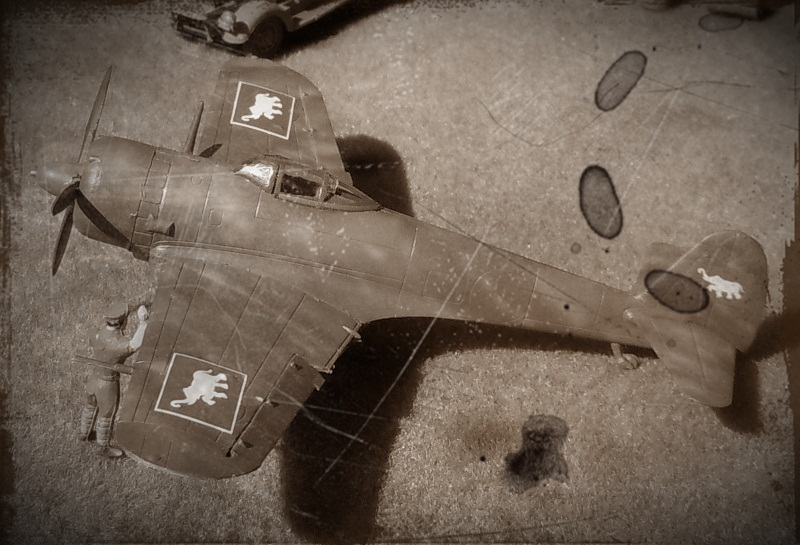
Un modello in scala di Ki-43 in livrea thailandese.

- Dai-Nippon Teikoku Rikugun Kōkū Hombu

 Manciukuò
- Dai-Manshū Teikoku Kūgun

 Thailandia
- Kongthap Akat Thai

### Periodo postbellico
Cina

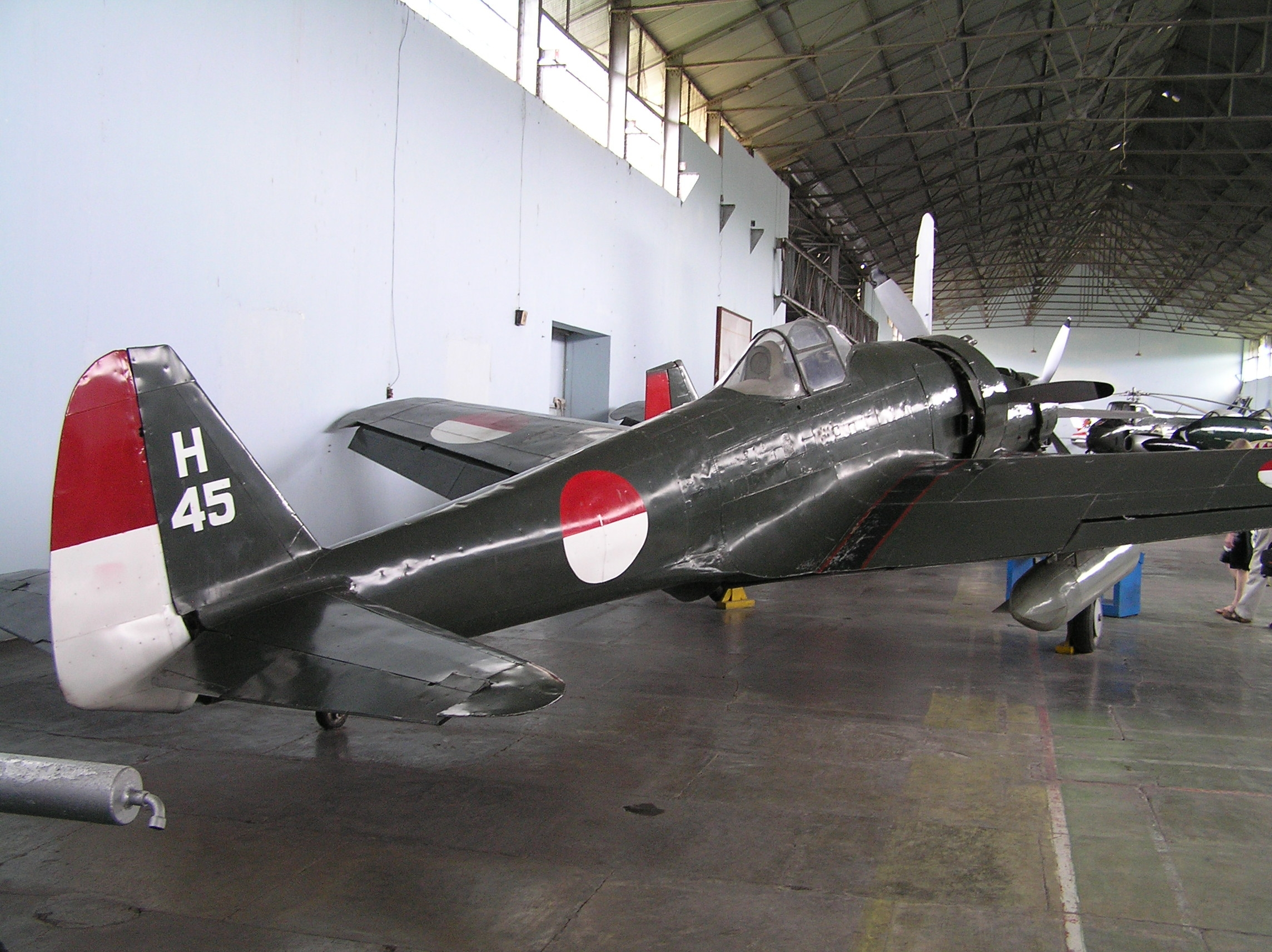
Un Ki-43 con coccarde catturato dagli indonesiani.

- Zhōngguó Rénmín Jiěfàngjūn Kōngjūn

operò con 5 esemplari catturati alle forze nazionaliste della Repubblica di Cina.
 Cina
- Zhōnghuá Mínguó Kōngjūn

 Corea del Nord
- Chosŏn Inmin Kun Konggun

 Francia
- Armée de l'air

operò con alcuni esemplari catturati durante la guerra d'Indocina.
 Indonesia
- Tentara Nasional Indonesia Angkatan Udara

## Esemplari attualmente esistenti
Un unico esemplare esiste ancora oggi negli Stati Uniti, ma non è in condizioni di volo.